# Йохан Георг Хайнрих фон Вертерн
Йохан Георг Хайнрих фон Вертерн (на немски: Johann Georg Heinrich von Werthern; * 19 януари 1735; † 27 август 1790 в дворец Байхлинген) е пруски таен държавен министър и „Grand Maitre de la Garderobe“.
Той е син на имперски граф Георг фон Вертерн (1700 – 1768) и графиня Якобина Хенриета фон Флеминг (1709 – 1784), дъщеря на генерал-майор граф Богислав Бодо фон Флеминг (1671 – 1732) и Мария Луиза фон Врайхен (1685 – 1720). Брат е на дипломата Якоб Фридеман фон Вертерн (1739 – 1806).
Йохан Георг Хайнрих фон Вертерн е от 19 ноември 1766 г. на служба в Цайц и също е истински таен съветник в Курфюрство Саксония. От 1770 г. той е пратеник в Париж. На 18 ноември 1772 г. пруският крал Фридрих II го прави пруски таен министър, Grand-Maitre de la Garderobe и го награждава с ордена Черен орел. По свое желание той е освободен като министър на 23 март 1777 г.

## Фамилия
Йохан Георг Хайнрих фон Вертерн се жени на 2 ноември 1762 г. за Йохана София Луиза Фридерика Шакс фон Бухвалд (* 5 август 1740; † 3 януари 1764), дъщеря на Юлиана Франциска фон Бухвалд.
Йохан Георг Хайнрих фон Вертерн се жени втори път на 2 април 1777 г. за Кристиана Бенедиктина Йохана фон Глобиг (* 1759). Двата му брака са бездетни.